# Ociaty
Ociaty (biał. Ацяты, Aciaty; ros. Отяты, Otiaty) – wieś na Białorusi, w obwodzie brzeskim, w rejonie małoryckim, w sielsowiecie Ołtusz.

## Warunki naturalne
Ociaty położone są na skraju dużego kompleksu leśnego, częściowo chronionego przez Rezerwat Krajobrazowy Polesie Nadbużańskie, którego granice przebiegają nieopodal wsi.

## Historia
W dwudziestoleciu międzywojennym leżały w Polsce, w województwie poleskim, w powiecie brzeskim, w gminie Ołtusz. W 1924 wieś liczyła 81 mieszkańców, z których 80 zadeklarowało narodowość polską i 1 poleską (tutejszą). Wszyscy mieszkańcy byli wyznania prawosławnego.
Po II wojnie światowej w granicach Związku Sowieckiego. Od 1991 w niepodległej Białorusi.